# Hermann Thiersch

Hermann Thiersch um 1910

Hermann Thiersch (* 12. Januar 1874 in München; † 5. Juni 1939 in Göttingen) war ein deutscher Klassischer Archäologe.

## Leben und Karriere
Hermann Thiersch kam aus einem wohlbehüteten Elternhaus. Sein Vater August Thiersch war Architekt und Professor für Baugeschichte an der TH München. Nach dem Volksschulbesuch absolvierte Thiersch das Gymnasium und studierte an der Ludwig-Maximilians-Universität München Klassische Archäologie. Nach Semestern in Berlin wurde er 1898 bei Adolf Furtwängler in München zum Dr. phil. mit der Dissertation „Tyrrhenische Amphoren. Studien zur Geschichte der altattischen Vasenmalerei“ promoviert. Wissenschaftliche Reisen führten ihn mit seinem Vater nach Griechenland und Kleinasien. Im folgenden Jahr erhielt er seine erste Anstellung als Assistent am Königlichen Antiquarium in München. 1900–1901 und 1902–1903 erhielt er das Reisestipendium des Deutschen Archäologischen Instituts, das ihn Reisen in diverse Länder des östlichen Mittelmeerraumes, vornehmlich Palästina, unternehmen ließ, wo er reich ausgemalte hellenistische Gräber in Marisa (heb. Maresha bei Beit Jibrin, 62 km südwestlich Jerusalems) entdeckte und die bis dahin verlorengegangene Lage der uralten Stadt Sichem wiederfand. Später nahm er an verschiedenen Ausgrabungen in Alexandria (Totenstadt; Serapeum von Alexandria), Pergamon und Ägina teil, deren Ergebnisse zum Teil in seine Habilitationsarbeit „Zwei antike Grabanlagen bei Alexandria“ einflossen.
1904 habilitierte er an der Universität München. 1905 erhielt er einem Ruf an die Albert-Ludwigs-Universität Freiburg als außerordentlicher Professor, 1909 wurde er ordentlicher Professor. Im selben Jahr veröffentlichte er seine Rekonstruktionsgedanken zum „Großen Leuchtturm von Alexandria“, das ihn über Deutschlands Grenzen hinaus in Fachkreisen bekannt machte. Im Jahr davor wurde Christine Schwarz-Thiersch als drittes von sieben Kindern in die Familie geboren. 1913 war er Dekan der Philosophischen Fakultät. 1918 wechselte er als ordentlicher Professor an die Universität Göttingen als Nachfolger des verstorbenen Gustav Körte. 1922 folgte wiederum das Dekanat, 1925 war er Rektor der Universität Göttingen. Im November 1933 unterzeichnete er das Bekenntnis der deutschen Professoren zu Adolf Hitler. 1924 bis 1936 war er Sekretär der Akademie der Wissenschaften zu Göttingen. In dieser Eigenschaft unternahm er erneut etliche Auslandsreisen nach Kleinasien, Nordafrika und auch wieder nach Griechenland, auf der er 1937 schwer erkrankte.
1938 wurde er, weil seine Frau als „Halbjüdin“  eingestuft worden war, aus der Göttinger Akademie ausgeschlossen. Er konnte seine Lehrtätigkeit bis zu seiner Emeritierung am 20. Januar 1939 nicht mehr ausüben. In seiner Göttinger Zeit beschäftigte er sich mit religionshistorischen Fragestellungen und Aspekten der Antikenrezeption. 1943 gingen bei einer Bombardierung von Berlin wissenschaftliche Aufzeichnungen Thierschs unwiderruflich verloren.

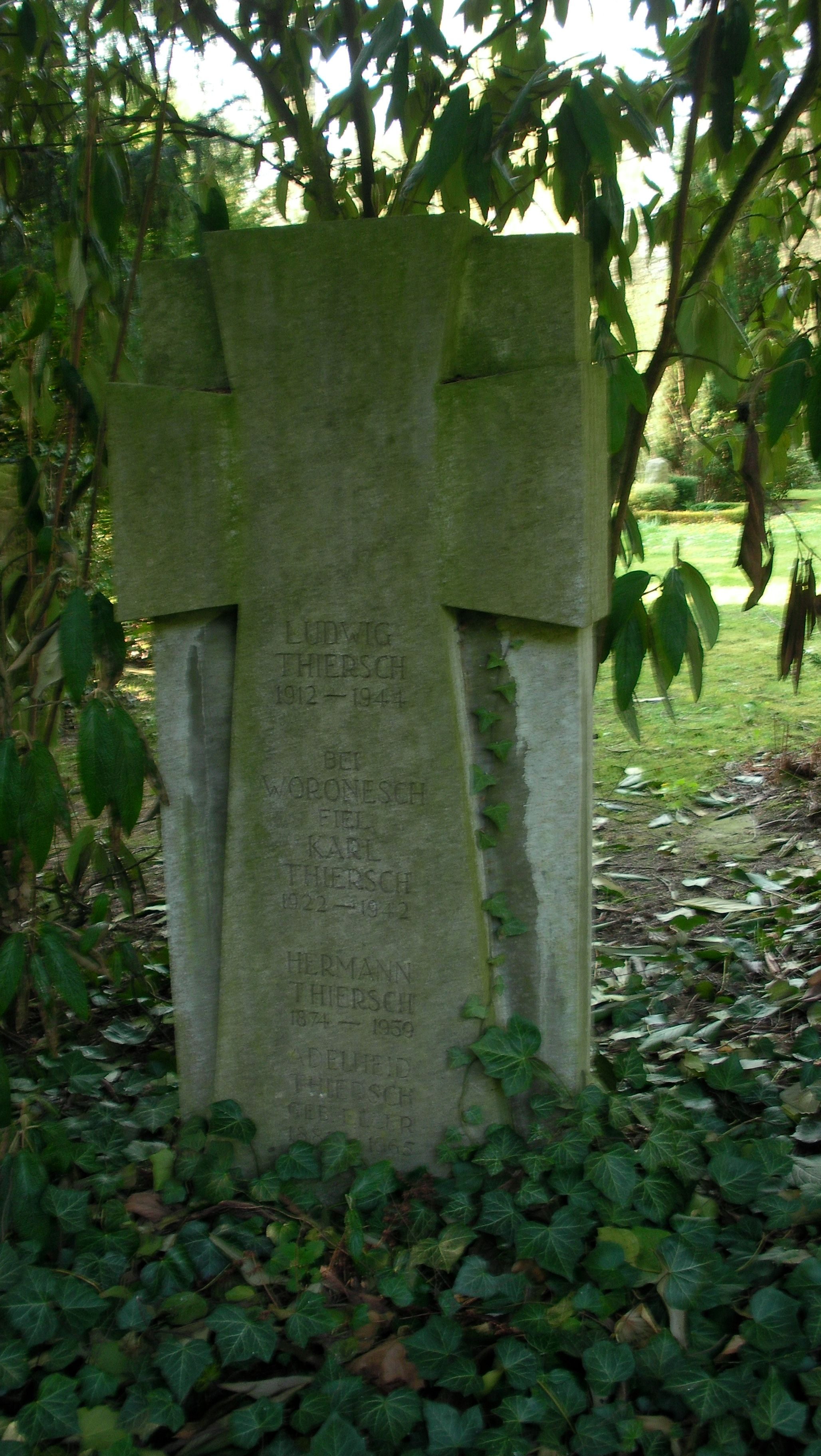
Grab von Hermann Thiersch, seiner Frau Adelheid geb. Eller (1883–1965) und ihrer Söhne Ludwig Thiersch (1912–1944) und Karl Thiersch (1922–1942) auf dem Göttinger Stadtfriedhof

## Überlieferung
Einzelne Briefe, Dokumente und Akten aus dem Nachlass von Thiersch werden in den Spezialsammlungen der Niedersächsischen Staats- und Universitätsbibliothek Göttingen aufbewahrt.

## Veröffentlichungen
- Tyrrhenische Amphoren. Studien zur Geschichte der altattischen Vasenmalerei. Seemann, Leipzig 1899 (Dissertation München 1898).
- Pharos, Antike, Islam und Occident. Ein Beitrag zur Architekturgeschichte. Teubner, Leipzig / Berlin 1909.
- Winckelmann und seine Bildnisse. C. H. Beck, München 1918 (Vortrag von 1917).
- August Thiersch als Architekt und Forscher. Biographie. Weidmannsche Buchhandlung, Berlin 1923.
- Friedrich von Thiersch, der Architekt (1852–1921). Ein Lebensbild. Weidmannsche Buchhandlung, Berlin 1925.
- Göttingen und die Antike. Akademische Buchhandlung Calvör / Deuerlichsche Buchhandlung, Göttingen 1926.
- Ludwig I. von Bayern und die Georgia Augusta. Weidmannsche Buchhandlung, Berlin 1927.
- Artemis Ephesia. Eine archäologische Untersuchung. 1. Katalog der erhaltenen Denkmäler. Weidmannsche Buchhandlung, Berlin 1935.
- Ependytes und Ephod. Gottesbild und Priesterkleid im Vorderen Orient. Kohlhammer, Stuttgart / Berlin 1936.